# Magenta (Milà)
|  | Aquest article tracta sobre el municipi italià. Si cerqueu el color, vegeu «Magenta (color)». |

Magenta és un municipi italià, situat a la regió de Llombardia i a la ciutat metropolitana de Milà. L'any 2014 tenia 23.542 habitants.
És conegut per ser el lloc de la batalla de Magenta, que va acabar amb la victòria dels aliats francopiemontesos sobre l'exèrcit austríac el 4 de juny del 1859, fet que va inspirar el químic francès François-Emmanuel Verguin (1814–1864) per a batejar com a «magenta» el pigment nou que acabava d'inventar, en commemoració del fet, des del seu punt de vista, gloriós, quan en va inscriure la patent.